# Prinzessin Julia
Prinzessin Julia (Originaltitel: O zatoulané princezne; deutsch: Von der verschwundenen Prinzessin) ist ein tschechoslowakischer Märchenfilm von Antonín Kachlík aus dem Jahr 1987.

## Handlung
Die hübsche aber ungestüme Prinzessin Julia soll aus Gründen der Staatsraison mit dem reichen aber viel älteren Prinzen Hubertus verheiratet werden. Sie flieht jedoch aus dem Schloss und wird zunächst heimlich von einigen Kindern aus der Umgebung, mit denen sie gern spielte, unterstützt. Auf dem weiteren Weg lernt das Mädchen den jungen Komödianten Franta Kuldan und anschließend die beiden gutmütigen Geister Mulisák und den Baron kennen. Unterschlupf findet sie schließlich bei einem kleinen Wanderzirkus, während ihr Vater die Soldaten des Landes nach der Geflohenen suchen lässt. Die Prinzessin trifft in ihrem Unterschlupf Franta wieder und verliebt sich in ihn. Er erfährt durch einen Steckbrief und die königlichen Herolde von Julias wahrer Existenz und dass ihr Finder sie heiraten darf. Dejmor, der bösartige Besitzer des Zirkus, kommt ebenfalls dahinter. Er kann das Geheimnis aber zunächst nicht für sich nutzen, da ihn der Teufel, in dessen Schuld er steht, mit in die Hölle nehmen will. Durch eine vorgetäuschte Krankheit gelingt es Dejmor, mit Franta den Platz zu tauschen, sodass dieser schuldlos in die Unterwelt fahren muss. Julia reist ihm nach und kann mit Hilfe der beiden Geister drei Aufgaben lösen, die ihr Luzifer im Gegenzug für die Freilassung des jungen Mannes stellt. Dejmor verrät dem König derweil, wo sich dessen Tochter befindet, und fordert ihre Hand. Der Monarch und seine Frau sehen bei der nächsten Vorstellung heimlich zu und offenbaren sich im Anschluss ihrer Tochter. Diese bittet um die Hochzeit mit Franta, der Zirkusbesitzer verlangt hingegen vom Herrscher die Einlösung des Versprechens. Der Teufel kommt jedoch hinzu und nimmt Dejmor mit. Julia darf den Artisten heiraten und auch weiterhin in der Manege auftreten.

## Hintergrund und Veröffentlichungen
Der Film entstand in Anlehnung an den 100. Geburtstag Josef Ladas, auf dessen Märchenmotiven das Drehbuch basiert. Er erschien 1987 und wurde im Nachhinein auch in der DDR und im Juli 1989 in Polen veröffentlicht. Die deutschsprachige Fassung ist auf DVD verfügbar.
 Prinzessin Julia war der letzte Film des Regisseurs Antonín Kachlík.

## Kritik
Im Lexikon des internationalen Films wurde Prinzessin Julia folgendermaßen beurteilt: „Ansprechend fotografierter Märchenfilm, unterhaltsam, spannend und kindgerecht erzählt; vor allem die fantasievollen Ausschmückungen der Handlung haben ihren Reiz, auch wenn die handfeste Moral zum Schluß allzu dick aufgetragen wird.“

## Synchronisation
Das DEFA-Studio für Synchronisation produzierte unter der Regie von Tilo Kreisel die deutschsprachige Fassung, für das Drehbuch zeichnete Eberhard Richter verantwortlich.
| Rolle            | Darsteller           | Synchronsprecher     |
| ---------------- | -------------------- | -------------------- |
| Prinzessin Julia | Lucie Tomková        | Katharina Strelke    |
| Franta           | Petr Mikula          | Stephan Dähnicke     |
| Baron            | Jindřich Bonaventura | Horst Ziethen        |
| Mulisák          | Václav Babka         | Karl-Maria Steffens  |
| Prinzipal        | Pavel Pípal          | Dieter Schaarschmidt |
| Dejmor           | Václav Mareš         | Lutz Riemann         |
| König            | Oldřich Vlach        | Eckhart Strehle      |
| Königin          | Taťána Fischerová    | Hellena Büttner      |